# Курлянд Зінаїда Наумівна
Зіна́їда Нау́мівна Ку́рлянд (нар. 1 січня 1952 року, Одеса) — педагог, доктор педагогічних наук (1993), професор (1995).

## Біографічні дані
Народилася 1 січня 1952 року в Одесі. Дитинство провела в м. Роздільна Одеської області. У 1959 вступила, а у 1969 році закінчила із золотою медаллю загальноосвітню школу № 3 м. Одеси.
У тому ж році вступила до Одеського державного педагогічного інституту ім. К. Д. Ушинського на фізико-математичний факультет (спеціальність — математика), який закінчила з відзнакою в 1973 році. З серпня 1973 року працювала у Овідіопільській загальноосвітній школі вчителем математики, з 1974 по 1980 рік працювала вчителем математики в ЗОШ № 3 в Одесі.
З 1981 року працювала в ОДПІ ім. К. Д. Ушинського на посаді молодшого наукового співробітника сектору НДР на кафедрі психології.
У 1985 році захистила кандидатську дисертацію за темою «Развитие педагогических способностей студентов педвузов как средство совершенствования профессиональной подготовки» за спеціальністю — теорія та історія педагогіки (Тбілісі), науковий керівник — професор Р. І. Хмелюк.
З 1985 року працювала асистентом кафедри педагогіки, з 1986 — на посаді доцента кафедри педагогіки ОДПІ ім. К. Д. Ушинського. У 1988 році надано вчене звання доцента кафедри педагогіки.
У 1993 році захистила докторську дисертацію з теми «Формирование и развитие профессиональной устойчивости учителя» за тією ж спеціальністю (Москва), науковий консультант той же. У 1995 році дисертацію нострифіковано ВАК України.
З 1995 року працювала професором кафедри педагогіки ОДПІ ім. К. Д. Ушинського, того ж року надано вчене звання професора кафедри педагогіки. У 1998 році обрана на посаду завідувача кафедри педагогіки ПДПУ ім. К. Д. Ушинського.
З 1998 року — завідувач кафедри педагогіки.

## Наукова робота
Наукові дослідження: диференційований підхід до організації самостійної роботи студентів; проблеми педагогіки вищої школи; розвиток педагогіки зрілості.
Авторка понад 130 наукових і науково-методичних праць, серед яких 6 наукових посібників з грифом МОН. Здійснює керівництво науковою роботою аспірантів, докторантів і здобувачів кафедри педагогіки за спеціальностями: загальна педагогіка та історія педагогіки, теорія і методика професійної освіти, теорія і методика виховання. Заступник голови спеціалізованої Вченої ради із захисту докторських дисертацій. Член редколегій фахових видань: «Науковий вісник ПНПУ ім. К. Д. Ушинського», «Наука і освіта», «Наша школа». Учасниця міжнародних, всеукраїнських та регіональних конференцій в Україні та за кордоном.

### Основні праці
За ЕСУ:
- Професійна усталеність вчителя — основа його педагогічної майстерності: навч. посіб. — О., 1995;
- Проблеми формування педагогічних здібностей в системі неперервної освіти: навч. посіб. — О., 2001;
- Педагогіка вищої школи: навч.-метод. посіб. — К., 2005;
- Розвиток педагогічного потенціалу учителів з позиції мультиплікативного підходу // Наук. часопис Нац. пед. університету. Сер. Творча особистість учителя: проблеми теорії і практики. — К., 2011. — Вип. 14(24)[2].

## Нагороди та відзнаки
- Грамота МОН України;
- Грамота НАПН України;
- знак «Відмінник освіти України»[1].